# ماريان كرامر
ماريان كرامر (بالإنجليزية: Marian Kramer)‏ هي ناشِطة أمريكية، ولدت في 1944 في باتون روج في الولايات المتحدة.